# Damione Lewis
(en) Statistiques sur pro-football-reference
Damione Ramon Lewis (né le 1er mars 1978 à Sulphur Springs, Texas) est un joueur professionnel de football américain au poste de  defensive end. Il est sélectionné par les Rams de Saint-Louis au premier tour de la  draft 2001 de la NFL. Il joue au football universitaire à l'université de Miami.
Lewis a également été membre des Panthers de la Caroline, des Patriots de la Nouvelle-Angleterre et des Texans de Houston.

## Jeunes années
Lewis fréquente la Sulphur Springs High School, à Sulphur Springs, Texas.

## Carrière universitaire
Lewis joue au football américain universitaire pour les Hurricanes de l'université de Miami. Après avoir eu le statut de redshirt en première année, Lewis commence sa deuxième année (avec le statut de freshman) et produit un sommet en carrière 72 tackles, les quatre sacks, et un fumble forcé. Comme étudiant en deuxième année  (sophomore) en 1998, il mène la défense de Hurricanes avec 52 tackles et enregistre deux sacks. En 1999, en tant que junior (troisième année) Lewis réalise 57 tackles, 6.5 sacks, deux fumbles forcés et un fumble récupéré et est nommé dans la deuxième équipe All-Big East. En tant que senior (dernière année), il a un bilan de 39 tackles, trois sacks, et deux fumbles forcés. Il est nommé dans la première équipe All-Big East et dans la troisième de équipe All-American par Sporting News.
Lewis est titulaire dans 41 de 43 matchs à Miami et termine sa carrière universitaire avec 220 tackles, 15,5 sacks, et les cinq fumbles forcés. Les 41 sacs par la défense sont le quatrième total le plus élevé de l'histoire de l'équipe. En 2007, Lewis dispute 15 matchs avec deux titularisation, ce qui porte son total en carrière à 100 matchs dont 34 comme titulaire. Pour la saison, Lewis enregistre 32 tackles, 3,5 sacks, une passe déviée et une récupération de fumble.

## Carrière professionnelle

### Rams de Saint Louis
Lewis est sélectionné par les Saint Louis Rams avec le 12ème choix général en 2001. Le 27 juillet 2001, Lewis signe un contrat de cinq ans, pour 7,5 millions de dollars. En tant que rookie en 2001, Lewis participe à neuf matchs dont trois comme titulaire avant d'être placé sur la liste des blessés,  ratant ainsi le Super Bowl XXXVI que les Rams perdent face aux Patriots de la Nouvelle-Angleterre. L'année suivante, il joue 16 matchs avec deux titularisations (une comme defensive end, l'autre comme defensive tackle). Il a un bilan de 44 tackles, quatre sacks, 14 pressions de quarterback et une passe déviée.
En 2003, Lewis joue 12 match (titulaire dans les sept premiers de la saison). Il inscrit 34 tackles, un demi-sack, 13 pressions de quarterback, un fumble forcé et une passe déviée. Une entorse de la cheville contre les Steelers de Pittsburgh entrave son temps de jeu dans la seconde moitié de la saison.
En 2004 Lewis gagne de nouveau le poste de titulaire au début de la saison, en commençant les 10 premiers matchs de la saison et en jouant les 16. Il réalise son record en carrière avec 61 tackles et cinq sacks en plus de huit pressions de quarterback, d'un fumble forcé et de deux passes déviées. La saison suivante, il joue de nouveau les 16 matchs dont sept titularisations. Il produit 45 tackles, un sack, 23 pressions de quarterback, un fumble forcé et un fumble récupéré.
Lewis joue pour les Rams pendant cinq ans, est titulaire dans 29 matchs de 69 , et réalise 10,5 sacks.

### Panthers de la Caroline
Le 14 Mars 2006, les Panthers de la Caroline lui font signer un contrat de deux ans d'une valeur d'environ 3,5 millions de dollars.
En 2006, Lewis dispute 16 matchs avec trois titularisations lors de sa première saison en Caroline. Il présente un bilan final de 30 tackles, 4,5 sacks, 11 pressions de quarterback, un fumble forcé et trois déviations par la passe. La défense des Panthers finit septième de la NFL et huitième au nombre de points permis, 19,1 point par match. 
Après la saison 2007, les Panthers font signer à Lewis une nouvelle prolongation de contrat de trois ans d'une valeur de 14 millions de dollars.
En 2008, Lewis devient titulaire à temps plein après l'échange de Kris Jenkins. Il dispute 15 matchs pendant la saison, en manquant un pour blessure. Il totalise 43 tackles, 3,5 sacks et 1 fumble forcé.
Les Panthers le libèrent le 4 mars 2010.

### Patriots de la Nouvelle-Angleterre
Lewis signe avec les Patriots le 2 avril 2010 mais est libéré lors du dernier cut le 3 septembre 2010.

### Texans de Houston
Lewis rejoint les Texans de Houston le 25 octobre 2010. Il est libéré le 2 septembre 2011.

## Statistiques de carrière NFL
| DEFENSIVE | DEFENSIVE         | DEFENSIVE | DEFENSIVE | DEFENSIVE | DEFENSIVE | DEFENSIVE | DEFENSIVE | DEFENSIVE     | DEFENSIVE     | DEFENSIVE     | DEFENSIVE     | DEFENSIVE     | DEFENSIVE     |
|           |                   |           | Tackles   | Tackles   | Tackles   |           |           | Interceptions | Interceptions | Interceptions | Interceptions | Interceptions | Interceptions |
| Année     | Équipe            | MJ        | Comb      | Total     | Ast       | Sck       | SFTY      | PDef          | Int           | TDs           | Yds           | Avg           | Lng           |
| --------- | ----------------- | --------- | --------- | --------- | --------- | --------- | --------- | ------------- | ------------- | ------------- | ------------- | ------------- | ------------- |
| 2010      | Houston Texans    | 10        | 17        | 13        | 4         | 1.0       | --        | 1             | --            | --            | --            | 0.0           | --            |
|           |                   |           |           |           |           |           |           |               |               |               |               |               |               |
| 2009      | Carolina Panthers | 16        | 41        | 29        | 12        | 0.5       | --        | 0             | --            | --            | --            | 0.0           | --            |
|           |                   |           |           |           |           |           |           |               |               |               |               |               |               |
| 2008      | Carolina Panthers | 15        | 43        | 33        | 10        | 3.5       | --        | 5             | --            | --            | --            | 0.0           | --            |
|           |                   |           |           |           |           |           |           |               |               |               |               |               |               |
| 2007      | Carolina Panthers | 15        | 29        | 16        | 13        | 3.5       | --        | 1             | --            | --            | --            | 0.0           | --            |
|           |                   |           |           |           |           |           |           |               |               |               |               |               |               |
| 2006      | Carolina Panthers | 16        | 16        | 12        | 4         | 4.5       | --        | 3             | --            | --            | --            | 0.0           | --            |
|           |                   |           |           |           |           |           |           |               |               |               |               |               |               |
| 2005      | St. Louis Rams    | 16        | 34        | 27        | 7         | 1.0       | --        | 1             | --            | --            | --            | 0.0           | --            |
|           |                   |           |           |           |           |           |           |               |               |               |               |               |               |
| 2004      | St. Louis Rams    | 16        | 36        | 26        | 10        | 5.0       | --        | 2             | --            | --            | --            | 0.0           | --            |
|           |                   |           |           |           |           |           |           |               |               |               |               |               |               |
| 2003      | St. Louis Rams    | 12        | 15        | 11        | 4         | 0.5       | --        | 2             | --            | --            | --            | 0.0           | --            |
|           |                   |           |           |           |           |           |           |               |               |               |               |               |               |
| 2002      | St. Louis Rams    | 16        | 20        | 14        | 6         | 4.0       | --        | 0             | --            | --            | --            | 0.0           | --            |
|           |                   |           |           |           |           |           |           |               |               |               |               |               |               |
| 2001      | St. Louis Rams    | 9         | 10        | 9         | 1         | 0.0       | --        | 0             | --            | --            | --            | 0.0           | --            |
|           |                   |           |           |           |           |           |           |               |               |               |               |               |               |
| TOTAL     | TOTAL             | 141       | 261       | 190       | 71        | 23.5      | 0         | 15            | 0             | 0             | 0             | --            | 0             |